# 풍년화
풍년화는 일본이 원산이며 낙엽관목으로 중부 이남에서 관상용으로 심고 있다. 줄기는 높이 2-4m이다. 잎은 어긋나고 사각상 원형 또는 도란형이다. 꽃은 2~3월에 잎보다 먼저 피고 황색이다. 꽃잎은 4개이고 선상 피침형이며 길이 2cm 정도로 다소 쭈글쭈글하다. 수술은 4개, 암술은 1개이며 암술대는 2개이다. 삭과는 난상 구형이고 짧은 면모가 밀생하며 2개로 갈라진다. 종자는 검고 탄력으로 튀어나온다. 만발한 꽃 모양이 풍성하게 보여 풍년화라고 부른다.